# Dynoides serratisinus
Dynoides serratisinus är en kräftdjursart som beskrevs av Barnard 1914. Dynoides serratisinus ingår i släktet Dynoides och familjen klotkräftor. Inga underarter finns listade i Catalogue of Life.